# ریچارد زامل
ریچارد زامل (به انگلیسی: Richard Sammel) (زاده ۱۹۶۰) بازیگر آلمانی است.
از فیلم‌های معروف او می‌توان به بازی در فیلم‌های ۳ روز برای کشتن، دیو و دلبر، او. اس. اس ۱۱۷ و دگردیسی اشاره کرد.